# Eric Drexler
Kim Eric Drexler (sinh ngày 25 tháng 4 năm 1955) là một nhà khoa học Hoa Kỳ nổi tiếng vì là người đề ra thuật ngữ nanotechnology (công nghệ nano) và là một trong những nhà tiên phong trong lĩnh vực này. Ông đề xuất APM (chế tạo thiết bị chính xác ở bậc nguyên tử dựng nên từ những cấu trúc nano) như là mục tiêu tối hậu của công nghệ nano thay vì chế tạo vật liệu nano, tuy nhiên đề xuất này đã không được ghi nhận bởi dự án của Chính phủ Hoa Kỳ về phát triển công nghệ nano cho thế kỷ 21.
Drexler học tại Viện Công nghệ Massachusetts, tốt nghiệp tiến sĩ năm 1991. Trong thời gian học ở MIT, ông nghiên cứu công nghệ vũ trụ và bắt đầu quan tâm tới vật liệu nano và những khả năng của nó. Năm 1986 ông viết cuốn sách Engines of Creation, biện luận về việc chế tạo những cỗ máy phân tử có khả năng sử dụng để chế tạo các thiết bị khác, mở ra một lớp những thiết bị được thiết kế với độ chính xác mức độ phân tử mà ông cho rằng sẽ tạo ra một cuộc cách mạng công nghệ quan trọng. Cuốn sách thu hút sự quan tâm rộng rãi đối với lĩnh vực mới này.
Tuy nhiên nghiên cứu về công nghệ nano đi xa dần khỏi ý tưởng của Drexler, đặc biệt từ sau cuộc tranh luận giữa ông và Richard Smalley (giải Nobel Hóa học năm 1996) năm 2003 về định hướng của công nghệ nano.

Cùng với người vợ đầu là Christine Peterson, ông sáng lập nên Viện Foresight với sứ mệnh tự nêu ra là "chuẩn bị cho tương lai của công nghệ nano", nhưng đã rời bỏ tổ chức này đồng thời ly dị với Peterson năm 2002. Sau một thời gian làm cố vấn cho một số tập đoàn công nghệ, ông lấy Rosa Wang năm 2006 và hiện sống ở Oxford nơi ông làm học giả khách mời cho tại trường Oxford Martin thuộc Đại học Oxford.

## Tác phẩm
- Engines of Creation (1986)

Có thể đọc miễn phí tại online at e-drexler.com Lưu trữ ngày 8 tháng 1 năm 2009 tại Wayback Machine
- Unbounding the Future (1991; cùng với Christine Peterson và Gayle Pergamit) (ISBN 0-688-12573-5)
  - Đọc và tải miễn phí tại Unbounding the Future: the Nanotechnology Revolution Lưu trữ ngày 5 tháng 6 năm 2011 tại Wayback Machine
- Nanosystems: Molecular Machinery Manufacturing and Computation Lưu trữ ngày 8 tháng 10 năm 2019 tại Wayback Machine (1992)
- Engines of Creation 2.0: The Coming Era of Nanotechnology - Updated and Expanded(2007)
- Radical Abundance: How a Revolution in Nanotechnology Will Change Civilization(2013), ISBN 1610391136